# 会田千衣子
会田 千衣子（あいだ ちえこ、1940年3月31日 - ）は、日本の詩人。
東京都生まれ。慶應義塾大学文学部仏文科卒。『三田詩人』、吉増剛造、岡田隆彦らの『ドラムカン』、『地球』同人。1963年『鳥の町』で室生犀星詩人賞、1977年『フェニックス』で現代詩女流賞受賞。

## 著書
- 『鳥の町』東山書房、1963
- 『背景のために 詩集』思潮社 1965
- 『氷の花』地球社、1970
- 『壊れた庭』現代女性詩人叢書 山梨シルクセンター出版部 1972
- 『殉教の城』小説 深夜叢書社、1976
- 『フェニックス』思潮社、1977
- 『ジュスチーヌ』東山書房、1980
- 『バラと鐘楼』大和美術印刷出版部 きゃらばん文庫 1982
- 『銀の食器 会田千衣子・詩集』沖積舎 1992
- 『生きる歓び 詩集』個人書店 2001

## 参考
- デジタル版日本人名大辞典

## 註
1. ↑  『文藝年鑑2007』